# كونتيس غرانفيل هارييت ليفسون غاور
كونتيس غرانفيل هارييت ليفسون غاور (بالإنجليزية: Harriet Leveson-Gower, Countess Granville)‏ (و. 1785 – 1862 م) هي نجمة اجتماعية، وأرستقراطية من المملكة المتحدة لبريطانيا العظمى وأيرلندا، ومملكة بريطانيا العظمى، ولدت في لندن، توفيت في لندن، عن عمر يناهز 77 عاماً.